# Aconaemys fuscus
Чилійський скельний щур (Aconaemys fuscus) — вид гризунів родини Віскашеві. Інша назва виду — тундуко.

## Зовнішня морфологія
Вага: 121–143 грами. Гризун із коротким хвостом, спиною насичено темно-коричневого кольору, живіт — яскраво-рудий чи світло-коричневий або білуватий.

## Середовище проживання
Проживає тільки у високогірних Андах; на території Чилі та Аргентини до 4000 м над рівнем моря. Живе тільки в прохолодних, вологих лісах, які ізольовані від інших лісів більш ніж тисячею кілометрів пампи або пустелі. Панівні дерева в його місці проживання — південні буки (Nothofagus)

## Поведінка
Активний головним чином уночі, в меншій мірі вдень. Взимку також активний, під снігом. Живиться зеленою рослинністю, коренеплодами, фруктами. Вокалізація — високочастотний писк.